# Libor Došek
Libor Došek (Brno, República Checa, 24 de abril de 1978), futbolista checo. Juega de delantero y su actual equipo es el 1. FC Slovácko de la Gambrinus Liga de la República Checa.

## Selección nacional
Ha sido internacional con la Selección de fútbol de la República Checa sub-23 y Selección de fútbol de la República Checa mayor.

## Clubes
| Club            | País            | Año       |
| --------------- | --------------- | --------- |
| FK Chmel Blšany | República Checa | 1999-2000 |
| FC Brno         | República Checa | 2000-2004 |
| Slovan Liberec  | República Checa | 2004-2005 |
| Sparta de Praga | República Checa | 2005-2009 |
| Skoda Xanthi FC | Grecia          | 2009      |
| Sparta de Praga | República Checa | 2009      |
| FK Teplice      | República Checa | 2010-2011 |
| 1. FC Slovácko  | República Checa | 2011-     |